# لويك (تكساس)
لويك (بالإنجليزية: Lowake, Texas)‏ هي unincorporated community of the United States of America تقع في الولايات المتحدة في مقاطعة كونتشو (تكساس). يقدر عدد سكانها  وترتفع عن سطح البحر 534.02 متر.